# Pipistrellus melckorum
Pipistrellus melckorum is een zoogdier uit de familie van de gladneuzen (Vespertilionidae). De wetenschappelijke naam van de soort werd voor het eerst geldig gepubliceerd door Roberts in 1919.

## Voorkomen
De soort komt voor in Kenia, Madagaskar, Mozambique, Zuid-Afrika, Tanzania, Zambia en Zimbabwe.